# Mancomunitat de la Bonaigua
La Mancomunitat de la Bonaigua és una mancomunitat de municipis de l'Alacantí, l'Alcoià i la Marina Baixa (País Valencià). Aglomera 5 municipis i 3.218 habitants, en una extensió de 235,80 km².
Les seues competències són: Agència de Desenvolupament Local, Serveis socials, Foment d'activitats econòmiques, Recollida i tractament de residus sòlids urbans, Neteja de vies i espais públics, Serveis de manteniment, Serveis tecnicoadministratius, Sanitat animal.
Els pobles que formen la mancomunitat són: Aigües, Tibi i la Torre de les Maçanes. El març de 2022 els municipis de Relleu i Sella es varen separar de la Mancomunitat de la Bonaigua.